# Svilengrad
 Der er for få eller ingen kildehenvisninger i denne artikel, hvilket er et problem. Du kan hjælpe ved at angive troværdige kilder til de påstande, som fremføres i artiklen.

Svilengrad (bulgarsk: Свиленград ; græsk: Σβίλενγκραντ; osmannisk-tyrkisk: Cisr-i Mustafapaşa) er en by i Haskovo-provinsen, i det syd-centrale Bulgarien, beliggende ved grænsen mellem Bulgarien, Tyrkiet og Grækenland. Den er det administrative centrum for Svilengrad Kommune. I december 2009 havde byen en befolkning på 18.132 indbyggere.
Svilengrad er tæt på grænserne til Grækenland og Tyrkiet (angiveligt en af de største vejgrænsestationer i Europa). Svilengrad ligger øst-sydøst for Sofia og Plovdiv, syd for Varna og Burgas, vest for Edirne og nord for det nærmeste græske samfund Ormenio og Alexandroupoli i Grækenland. Der er et højere beskæftigelsesniveau end i de omkringliggende landsbyer. De fleste mennesker arbejder for told- og grænserelaterede industrier, f.eks TIR-service, hoteller, grænsepoliti osv. Byens centrum har en gågade, der hovedsageligt er fyldt med caféer, barer, telefonbutikker og hoteller. Byen har 3 dvd-udlejningsbutikker, to biografer og et bibliotek. Floden Maritsa løber gennem Svilengrad. Den grænser til den regionale enhed Evros i Grækenland mod syd. Rhodope-bjergene ligger mod vest og sydvest. Området mod sydvest er berømt for sine frugttræer og et moderat klima året rundt.

## Oprindelse
I den osmanniske tid var byens navn Cisr-i Mustafapaşa, der betyder "Mustapha Pashas bro". I 1529 blev den gamle bro (bulgarsk: Старият мост) over Maritsa, bygget. Byen blev afstået til Bulgarien i 1912 efter den første Balkankrig.